# Żelazny Lew w Cangzhou

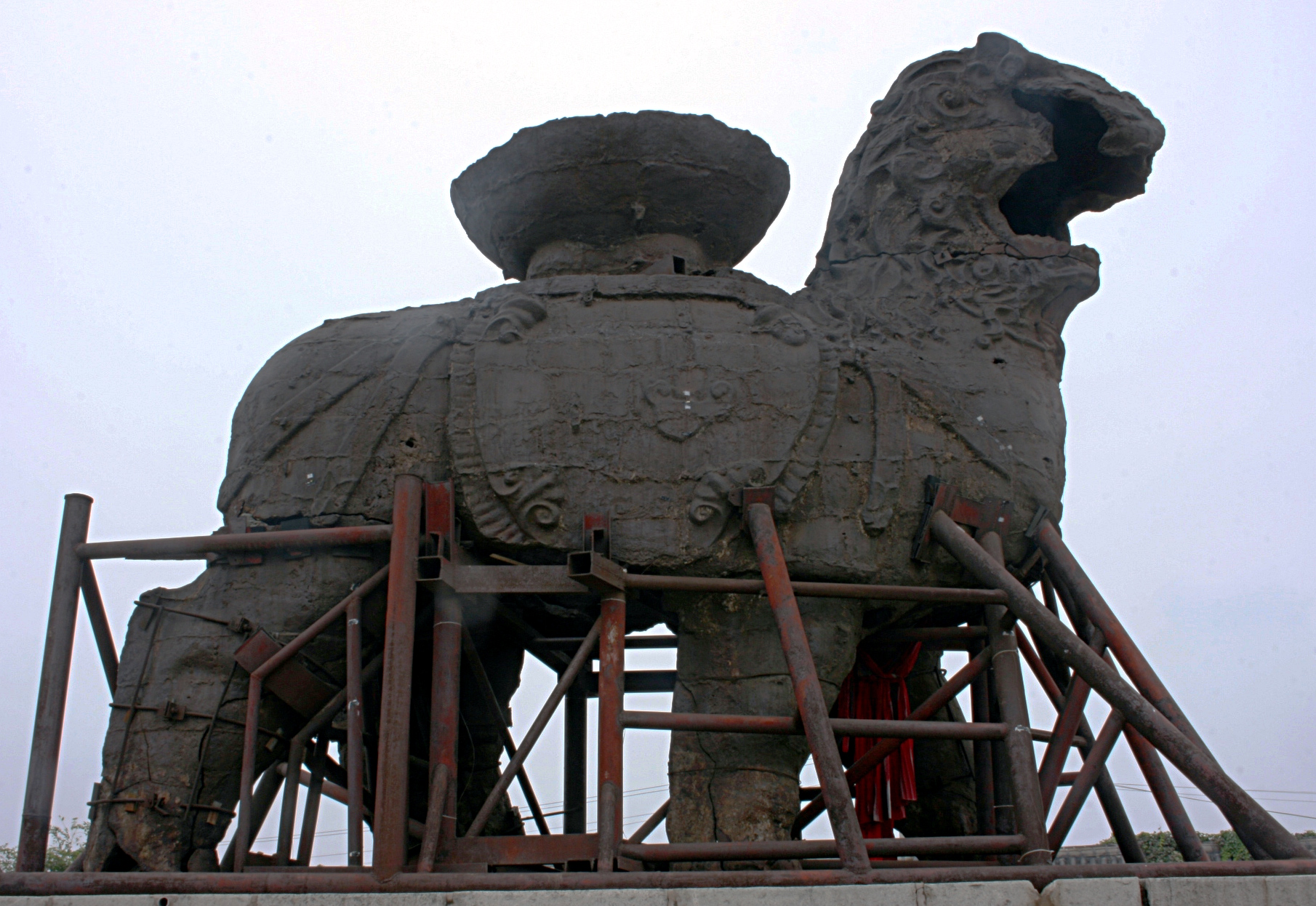
Żelazny Lew w trakcie renowacji w 2007 roku

Żelazny Lew (chiń. 沧州铁狮子; pinyin Cāngzhōu Tiě Shīzi) – wykonana z żelaza monumentalna rzeźba przedstawiająca lwa, znajdująca się w mieście Cangzhou w prowincji Hebei w Chinach. Jest to najstarszy i największy żelazny pomnik znajdujący się w Państwie Środka.
Żelazny Lew wzniesiony został w 953 roku przez słynnego kowala Li Yuna, jako wyobrażenie opiekuńczego demona, który miał chronić to nadmorskie miasto przez nękającymi je tajfunami. Zwrócone w kierunku północnym zwierzę ma kwiat lotosu na grzbiecie oraz paszczę rozwartą w groźnym ryku. Nazwano go Zhènhǎi hǒu (镇海吼) czyli „Ryk uśmierzający morze”. Rzeźba ma 5,4 m wysokości, 6,5 m długości, 3 m szerokości i waży 40 ton.
W ciągu wieków pomnik doznał licznych zniszczeń, wskutek których lew stracił ogon, pysk i brzuch. W 1961 roku obiekt został wpisany na listę zabytków. W 1984 roku lwa postawiono na nowym, kamiennym postumencie. Pod koniec lat 90. XX wieku uszkodzenia rzeźby były już na tyle poważne, że zaczęła pękać. Rok później podjęto decyzję o renowacji Żelaznego Lwa, która została zakończona w 2011 roku. 
Żelazny Lew stanowi symbol Cangzhou, które nazywane jest od rzeźby „Lwim Miastem” (chiń. 狮城; pinyin Shīchéng). 